# Zduńska Wola

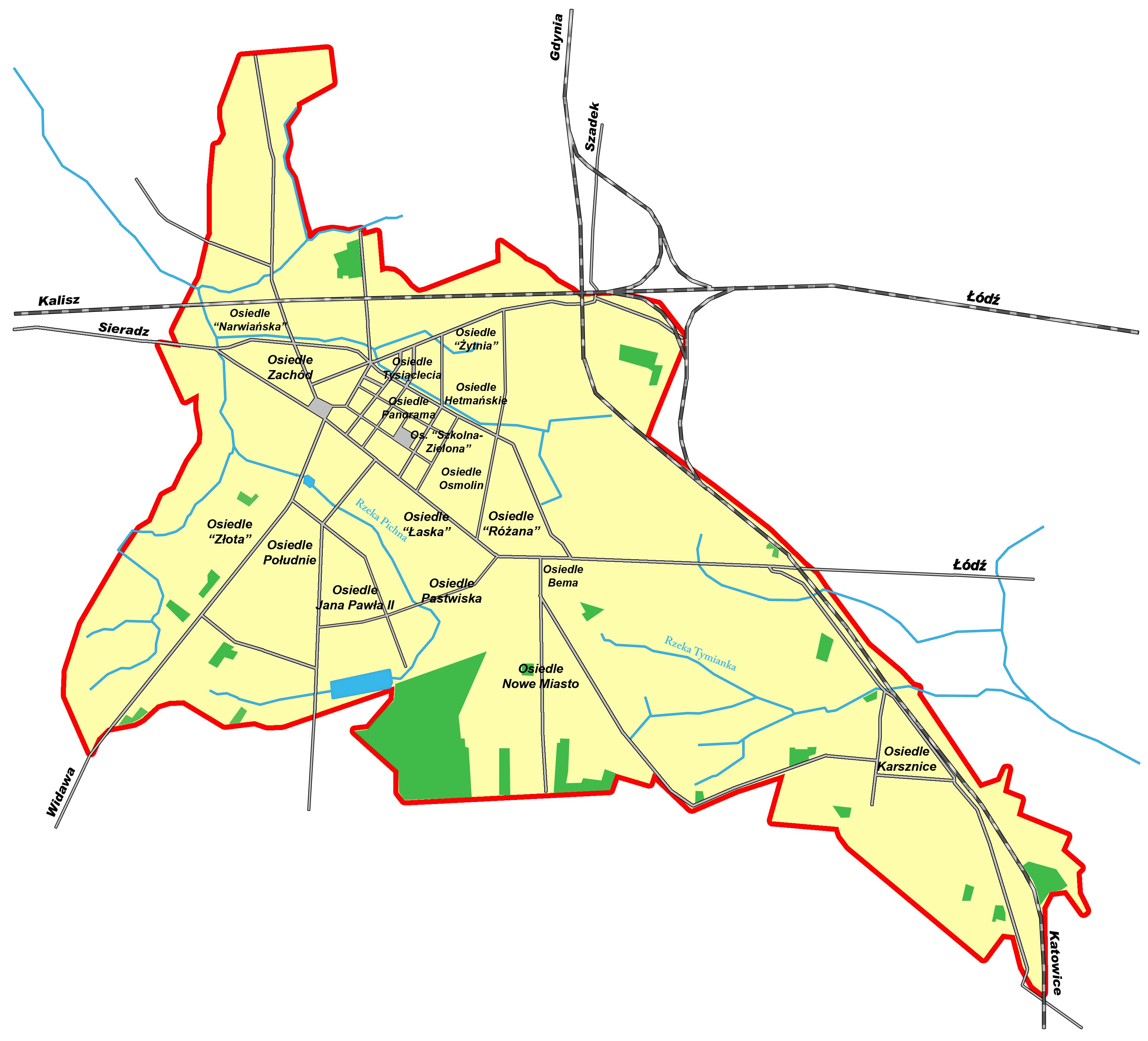
Plan Zduńskiej Woli

Położenie miasta (gminy miejskiej) Zduńska Wola na mapie powiatu zduńskowolskiego

Zduńska Wola – miasto w Polsce, położone w województwie łódzkim, w powiecie zduńskowolskim, którego jest siedzibą, tworzy gminę miejską i jest siedzibą gminy wiejskiej Zduńska Wola. Położone jest na Wysoczyźnie Łaskiej, na obszarze prawie równinnym, nad rzeką Pichną, prawym dopływem Warty. Jest członkiem Związku Miast Polskich.
Prawa miejskie otrzymała w 1825, jednak historia osadnictwa na terenach Zduńskiej Woli sięga XIV wieku. Od XIX wieku miasto rozwijało się jako ośrodek przemysłu włókienniczego, a w dwudziestoleciu międzywojennym – jako węzeł kolejowy będący częścią magistrali węglowej.
Według danych GUS z 31 grudnia 2021 r. miasto miało 40 730 mieszkańców i 24,6 km² powierzchni.

## Nazwa miasta
Nazwa miasta, początkowo nazywanego Wolą Zduńską jest nazwą dwuczłonową. Jest to połączenie dwóch słów: Zduńska – nazwa zaczerpnięta od nieistniejącej już wsi Zduny znajdującej się niegdyś nieopodal współczesnego miasta. Wola – słowo oznaczające wolność, ziemię pustą. Połączenie tych dwóch słów znaczy nową ziemię dla nowych osadników, sugerując ich wolność od danin. Nazwa Wola Zduńska istniała już w XV w.

## Położenie
Zduńska Wola leży w centralnej części województwa łódzkiego, jak również w centrum Polski w odległości 45 km (ok. godziny drogi) na zachód od Łodzi.
Miasto leży na Wysoczyźnie Łaskiej, na obszarze prawie równinnym, łagodnie opadającym ku dolinie Warty. Centrum miasta znajduje się na niewielkim wzniesieniu nad Pichną, prawym dopływem Warty. Graniczy od południa z gminą Zapolice, od zachodu, północy i północnego wschodu z gminą Zduńska Wola, od wschodu z gminą Sędziejowice w powiecie łaskim.
Zduńska Wola położona jest w historycznej ziemi sieradzkiej (jako krainy historycznej). Od przełomu XI i XII w. do 1231 r. tereny, na których powstała Zduńska Wola, należały do kasztelanii sieradzkiej w prowincji łęczyckiej. Tereny te wraz z kasztelanią sieradzką znalazły się następnie w księstwie łęczyckim (1231–1264) i w księstwie sieradzkim (1264–1339). Od włączenia księstwa sieradzkiego do Królestwa Polskiego w 1339 r. aż do rozbiorów I Rzeczypospolitej obszar ten był w województwie sieradzkim (w jego jednostce terytorialnej określanej jako ziemia sieradzka), początkowo w kasztelanii sieradzkiej, a później w powiecie szadkowskim (po utworzeniu w Królestwie Polskim powiatów w II połowie XIV w.). 
W 1795 obszar ten znalazł się w departamencie kaliskim Królestwa Prus, od 1807 w departamencie kaliskim Księstwa Warszawskiego, a od 1816 w województwie kaliskim Królestwa Polskiego. W 1844 miasto znalazło się w nowo utworzonej guberni warszawskiej, a od 1867 w ponownie utworzonej guberni kaliskiej. Już wówczas Zduńska Wola była znaczącym ośrodkiem gminnym w powiecie sieradzkim. W okresie międzywojennym miasto wchodziło w skład powiatu sieradzkiego w województwie łódzkim. W 1939 Niemcy włączyli je do Rzeszy Niemieckiej jako część prowincji Kraj Warty, zmieniając jednocześnie nazwę na Freihaus. Po II wojnie światowej Zduńska Wola znalazła się ponownie w województwie łódzkim. 
W latach pięćdziesiątych XX w. powiększono znacznie obszar Zduńskiej Woli, przyłączając do niej następujące miejscowości: Stęszyce, Rozomyśl, Osmolin Wieś, Osmolin Kolonie i Zduny (od 1 stycznia 1955). 1 lipca 1956 utworzono powiat miejski Zduńska Wola. Kolejne znaczne zmiany granic miasta nastąpiły w styczniu 1973 – wówczas do Zduńskiej Woli włączono część miejscowości Karsznice, sołectwo Krobanówek oraz część wsi Henryków, Krobanów (z powiatu sieradzkiego), Marzenin i Bilew (z powiatu łaskiego). Po wprowadzeniu reformy administracji państwowej w 1975 Zduńska Wola weszła w skład województwa sieradzkiego, jednocześnie powiększano jej obszar, przyłączając Nowe Miasto i Swędzieniejewice. Wskutek reformy administracyjnej w 1999 Zduńska Wola stała się miastem powiatowym w województwie łódzkim.
Odległości od największych miast Polski:
- Łódź – 46,6 km
- Wrocław – 163 km
- Warszawa – 183 km
- Poznań – 197 km
- Kraków – 271 km
- Gdańsk – 365 km

## Osiedla
Zduńska Wola nie jest podzielona na osiedla w sensie administracyjnym (jednostki pomocnicze gminy). Poniższy spis zawiera osiedla, których nazwy są powszechnie używane przez mieszkańców oraz władze miasta. Umieszczone są na planie dostępnym na oficjalnej stronie miasta. Mimo to, często można spotkać w użyciu inne nazwy, gdyż wymienione poniżej nie stanowią oficjalnego podziału administracyjnego.

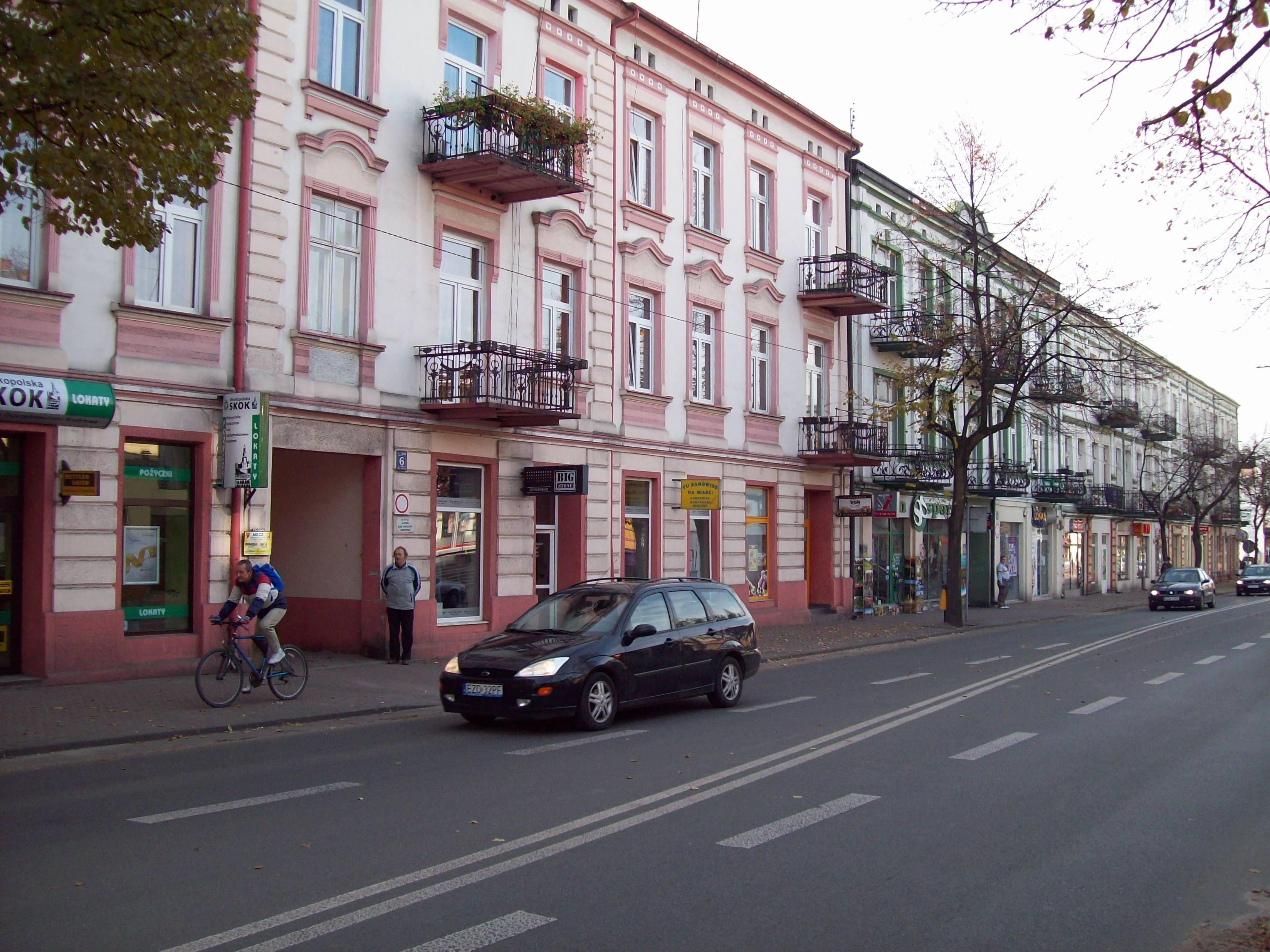
Ulica Łaska

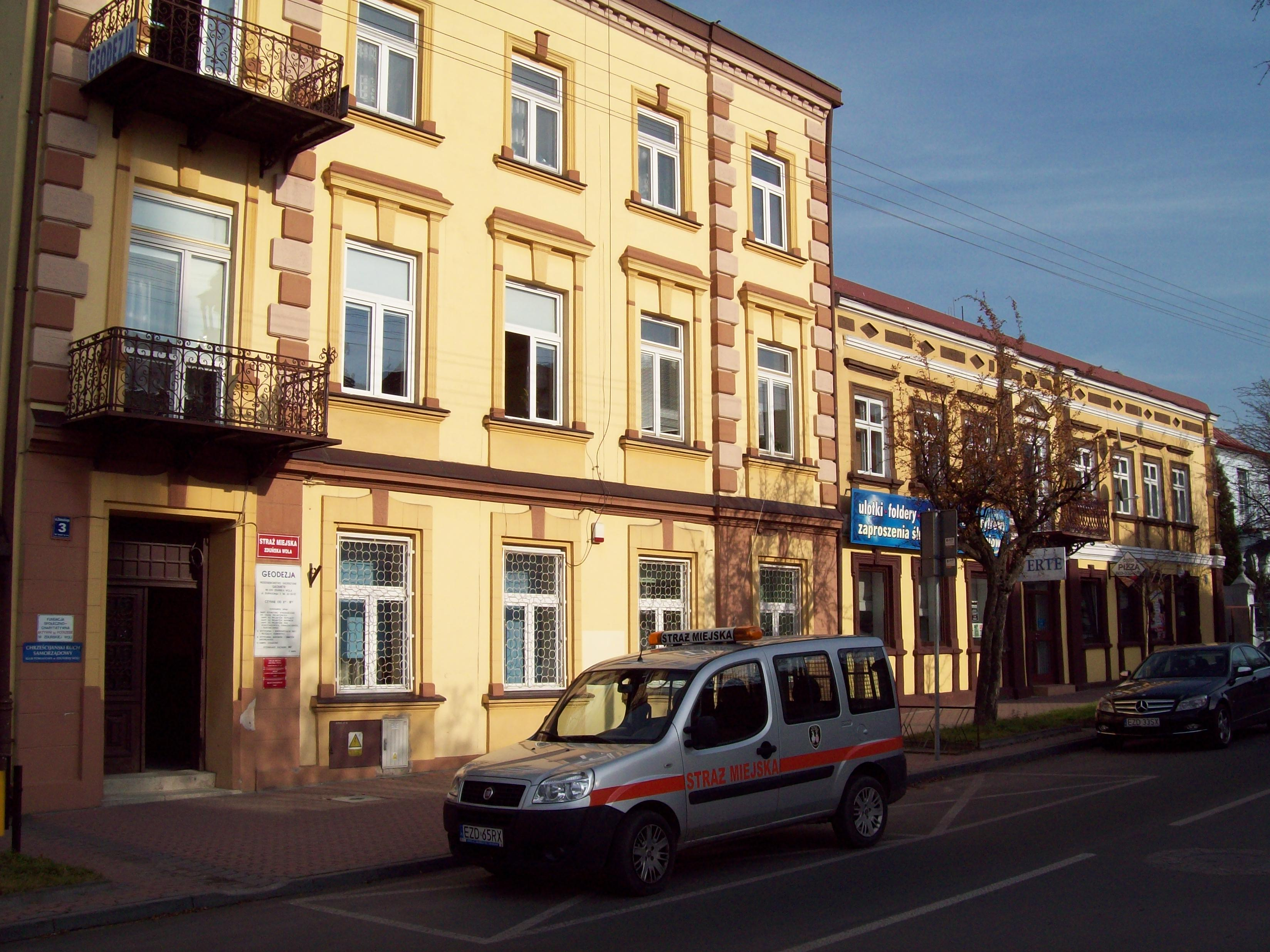
Ulica Stefana Złotnickiego

- Osiedle „Narwiańska”
- Osiedle Zachód
- Osiedle „Żytnia”
- Osiedle Tysiąclecia
- Osiedle Hetmańskie
- Osiedle Panorama
- Osiedle „Szkolna-Zielona”
- Osiedle Osmolin
- Osiedle „Łaska”
- Osiedle „Różana”
- Osiedle Bema
- Osiedle Karsznice
- Osiedle Nowe Miasto
- Osiedle Pastwiska
- Osiedle Jana Pawła II
- Osiedle Południe
- Osiedle „Złota”
- Osiedle Stęszyce

## Środowisko naturalne
Zduńska Wola leży w obszarze Wysoczyzny Łaskiej w makroregionie Niziny Południowowielkopolskiej. Rzeźba terenu jest mało urozmaicona – średnia wysokość terenu waha się między 170 a 180 m n.p.m., osiągając maksymalnie 192 m n.p.m. Przez miasto przepływają dwie niewielkie rzeczki – Pichna (prawdziwa nazwa – Brodnia) i Tymianka, w większości nieuregulowane. Wśród zbiorników wodnych znajdują się dwa stawy położone w parku miejskim, zbiornik retencyjny Kępina o powierzchni 7,4 ha oraz niewielki zbiornik przeciwpożarowy położony w przemysłowej części miasta. Nie występują żadne surowce mineralne. Dawniej wydobywany był piasek i żwir na potrzeby lokalne. Obecnie trwają prace nad wykorzystaniem energii geotermalnej.
Miasto leży w strefie klimatycznej umiarkowano-przejściowej. Roczne opady wahają się pomiędzy 500 a 600 mm. Średnia temperatura stycznia wynosi –2,5 °C, a lipca 18 °C. Okres wegetacyjny trwa od początku kwietnia do początku października i trwa 215 dni.
Według raportu Światowej Organizacji Zdrowia w 2016 Zduńska Wola została sklasyfikowana jako dwudzieste dziewiąte miasto Unii Europejskiej z najbardziej zanieczyszczonym powietrzem.

## Demografia
Zduńska Wola liczy ok. 42,1 tys. mieszkańców, plasując się przy tym na 102. miejscu w Polsce i 11. miejscu w województwie łódzkim, przed nią jest Sieradz. Powierzchnia miasta wynosi 24,58 km², co daje gęstość zaludnienia równą 1788 os./km².

### Struktura ludności

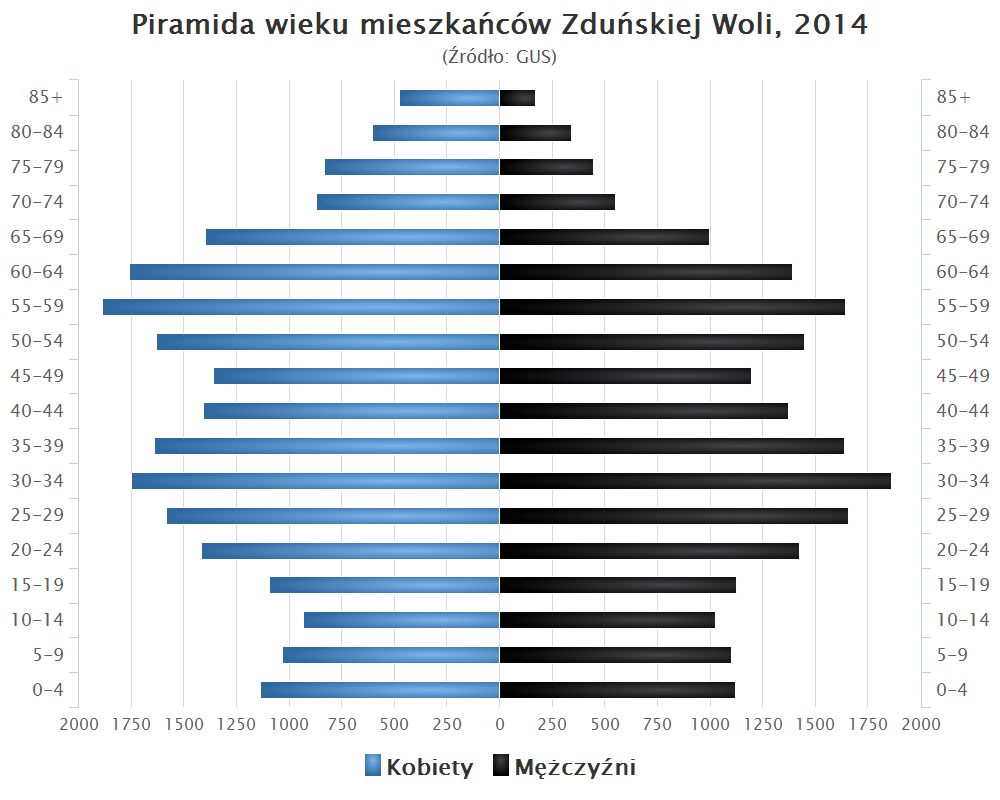
Piramida wieku mieszkańców Zduńskiej Woli w 2014

Dane o ludności z 31 grudnia 2009:
| Opis                                | Ogółem | Ogółem | Kobiety | Kobiety | Mężczyźni | Mężczyźni |
| ----------------------------------- | ------ | ------ | ------- | ------- | --------- | --------- |
| Jednostka                           | osób   | %      | osób    | %       | osób      | %         |
| Populacja                           | 43 969 | 100    | 23 152  | 52,66   | 20 817    | 47,34     |
| Wiek przedprodukcyjny (0–17 lat)    | 8058   | 18,33  | 3921    | 8,92    | 4137      | 9,41      |
| Wiek produkcyjny (18–65 lat)        | 28 514 | 64,85  | 14 001  | 31,84   | 14 513    | 33,01     |
| Wiek poprodukcyjny (powyżej 65 lat) | 7397   | 16,82  | 5230    | 11,89   | 2167      | 4,93      |

### Ludność miasta
Największą populację Zduńska Wola odnotowała 30 czerwca 1996 - 46 021 mieszkańców.

## Historia

Dokument nadania Zduńskiej Woli praw miejskich

Najstarsza zachowana informacja o miejscowości pochodzi z 1394, kiedy to posłużono się zamiennie nazwami „Zduny” i „Wola”. Sądząc po dacie pierwszych zapisków i nazwie osady, można przypuszczać, że powstała ona w wyniku kolonizacji na prawie polskim.
W końcu XIV lub na początku XV w. Zduńska Wola była już centrum dóbr noszących taką samą nazwę, do których zaliczano ponadto pobliskie wsie: Paprotnie, Pstrokonie, Wozniki i Zduny. W ciągu kolejnych stuleci obszar dóbr zmieniał się wielokrotnie. W drugiej połowie XVIII w. Zduńska Wola spełniała funkcje lokalnego centrum gospodarczego. Ówczesny jej właściciel Feliks Złotnicki, łowczy szadkowski, w 1773 lub 1774 uzyskał od króla Stanisława Augusta Poniatowskiego przywilej na odbywanie w ciągu roku 12 targów w miejscu zwanym Czekaj (Czekay). Prawdopodobnie znajdowało się ono na osi rynek-kościół parafialny, lub na skrzyżowaniu dróg łączących Sieradz z Łaskiem oraz Szadek z Widawą. Można zatem przypuszczać, iż najstarsza część miasta znajdowała się w rejonie pl. Wolności i ul. Kościelnej. Przez wiele lat na oznaczenie tej miejscowości używano zamiennie nazw: Zduńska Wola i Czekaj.

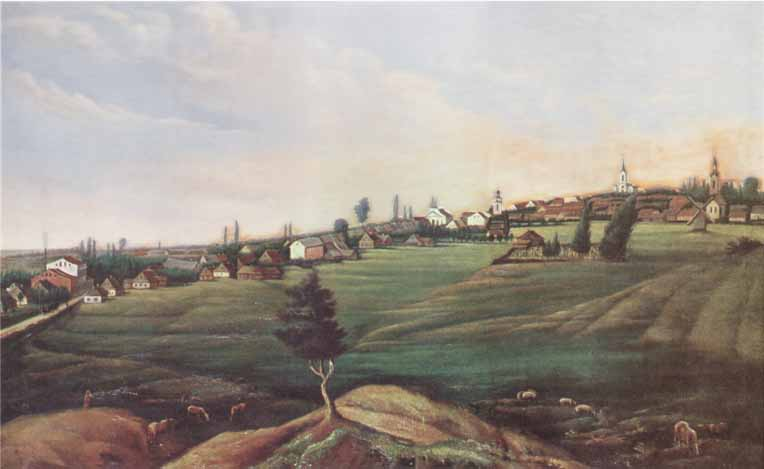
Najstarszy wizerunek miasta (XIX w.)

Nie zachowały się do naszych czasów żadne dowody na to, że XVIII-wieczny Czekaj otrzymał prawa miejskie. Mimo braku formalnych praw miejskich, ośrodek już wtedy spełniał funkcje miejskie dzięki swojemu położeniu na szlaku handlowym kalisko-piotrkowskim. Mieszkały w nim 33 rodziny polskie i żydowskie oraz 6 komornic. Znajdował się tu ratusz, kościół katolicki, bożnica i szkoła, w pobliżu były 2 młyny, wiatrak, browar i dwór. Aczkolwiek wśród mieszkańców przeważali rolnicy, nie brakowało jednak garbarza, szewca, kucharza, stolarza, strycharza, kowala, 2 krawców, piekarza, cyrulika, kupca, rymarza i 2 kuśnierzy.

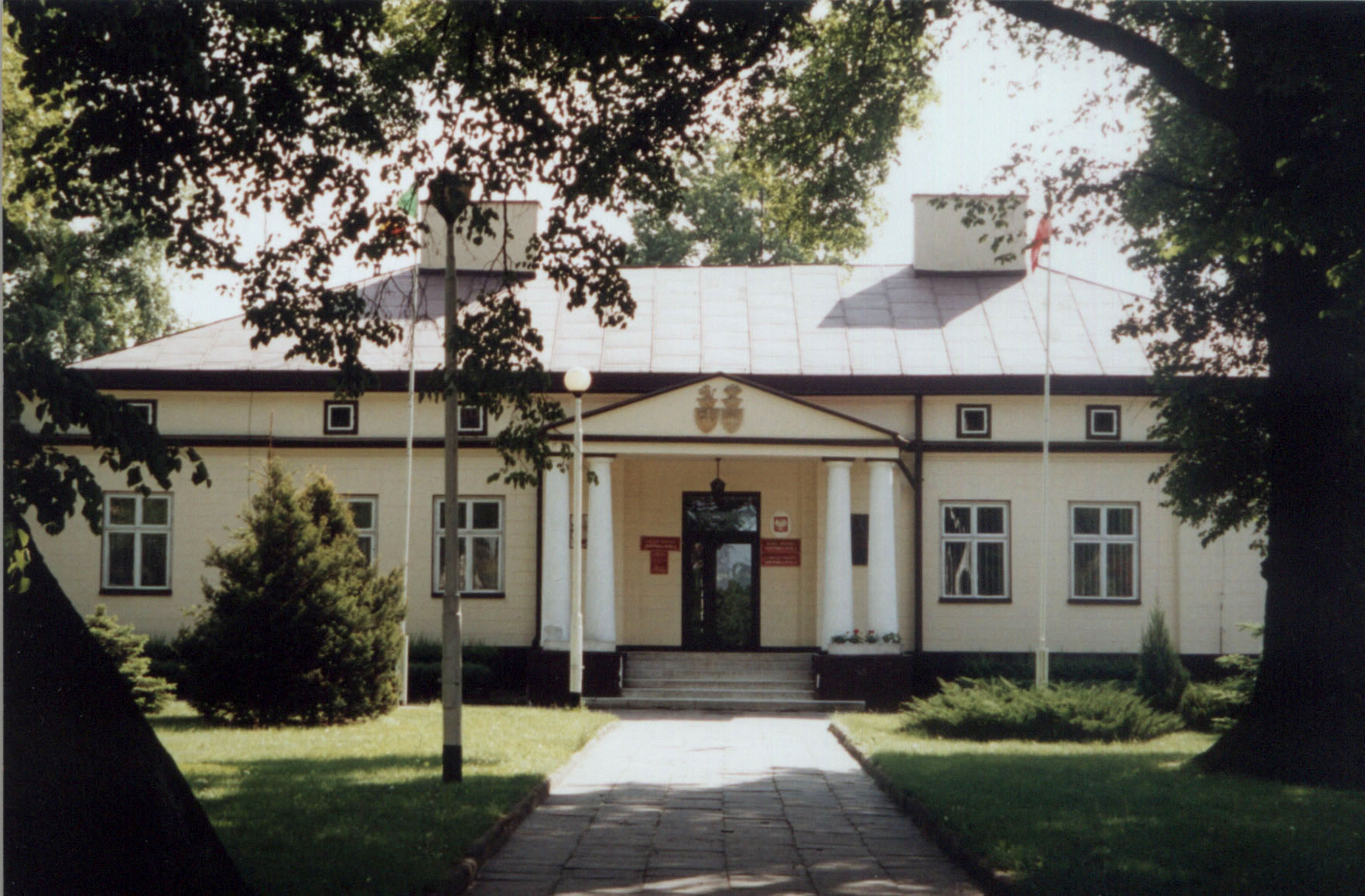
Dworek Złotnickich, obecnie Urząd Miasta

Dalszy rozwój osady jest związany z działalnością dziedzica rodu – Stefana Prawdzic Złotnickiego. Już u progu XIX w. najliczniejszą grupę wśród pozarolniczych zawodów w osadzie stanowili tkacze, którzy od 1816 posiadali własny cech. Jednak dopiero dwa lata później, dzięki staraniom Złotnickiego, rozpoczął się masowy napływ tkaczy ze Śląska, Saksonii i Czech. Działalności osadniczej Złotnickiego sprzyjała ówczesna polityka rządu Królestwa Polskiego, który wspierał uprzemysłowienie wielu ośrodków w kraju. Zawierając umowę z rządem, Złotnicki zobowiązał się do wybudowania i uruchomienia w terminie do 1825 fabryki płótna zatrudniającej 60 majstrów tkaczy. Zadanie to nie było łatwe, bowiem w tym czasie już w kilku miastach rodził się na podobnych zasadach nowoczesny przemysł włókienniczy i dziedzic Zduńskiej Woli korzystał z usług agentów werbujących tkaczy. Przybywający do miasta osadnicy zawierali z dziedzicem umowy indywidualne, na mocy których otrzymywali 2 morgi gruntu, ogród, 9 klocków sosnowych, 2000 sztuk cegieł oraz 27 talarów na budowę domu. W zamian zobowiązani byli do świadczenia różnego rodzaju usług na rzecz dworu, płacenia czynszu i uruchomienia warsztatów tkackich. W późniejszym czasie dla osiedlających się „fabrykantów” wystawiał Złotnicki domy mieszkalne. Do 1823 wzniesiono ich 130.

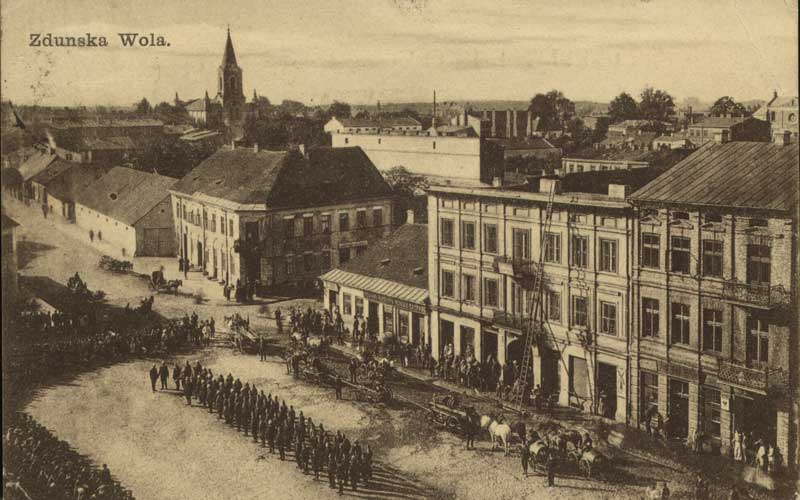
Plac Wolności w Zduńskiej Woli na początku XX wieku

Dynamiczny rozwój osady spowodował, że w połowie lat dwudziestych XIX w. jej mieszkańcy wystąpili z wnioskiem o nadanie Zduńskiej Woli praw miejskich. 29 grudnia 1824 na pełnomocników specjalnych do starań o uzyskanie praw miejskich wybrano Wojciecha Krugiera, Mikołaja Olszewskiego, Michała Kanta, Samuela Georga, Augusta Francke i Jakuba Hiller-Warszawskiego. W marcu 1825 wystąpił Złotnicki do Komisji Województwa Kaliskiego z prośbą o nadanie Zduńskiej Woli praw miejskich. Prośba ta została rozpatrzona pozytywnie na mocy uchwały Rady Administracyjnej z 25 października. Wydany z tej okazji akt erekcyjny określił wzajemne stosunki między Złotnickim i mieszkańcami oraz ustalił przemysłowy charakter miasta.

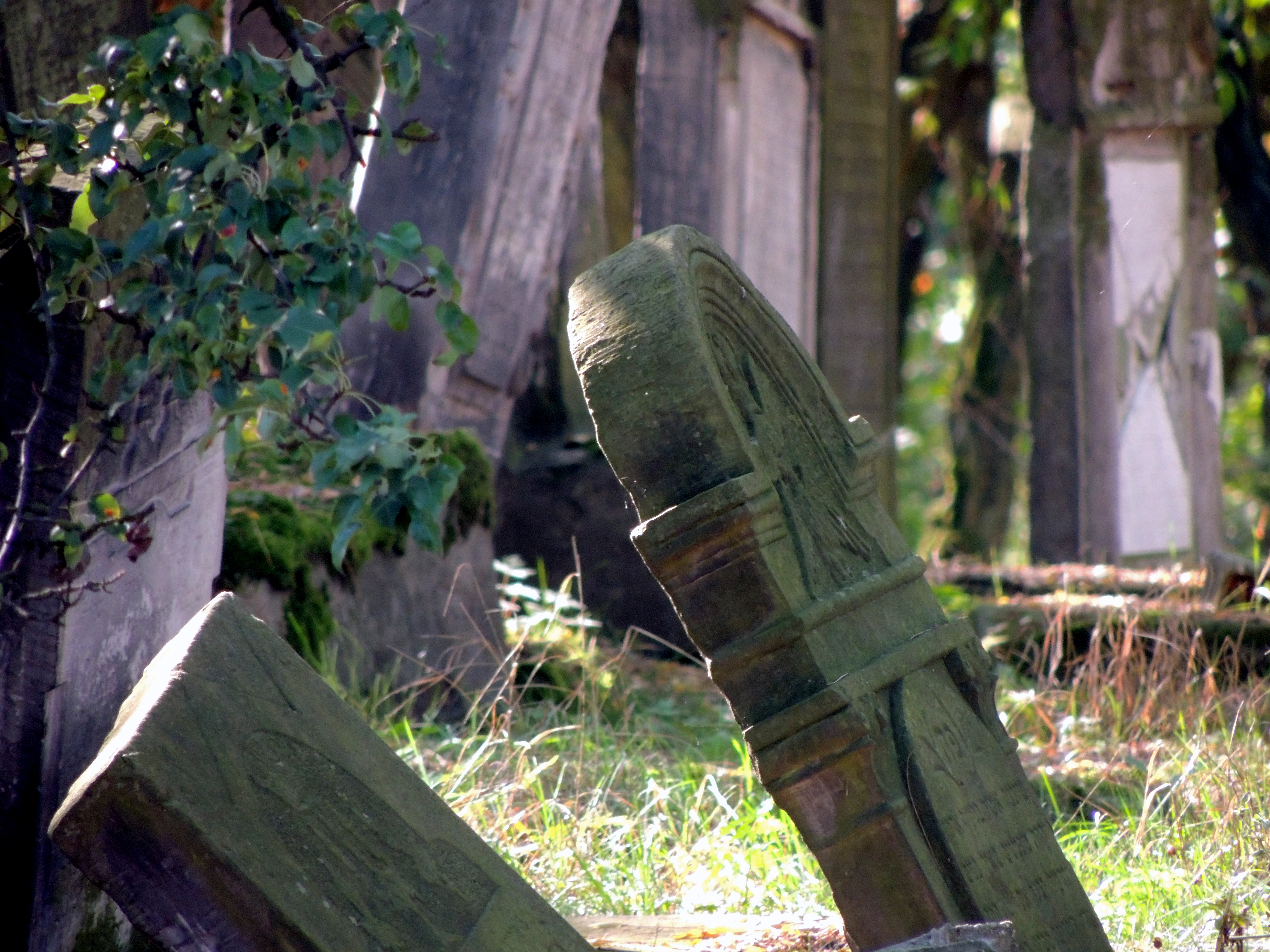
Cmentarz żydowski

Osadnicy – w dużym stopniu niemieckojęzyczni i ewangeliccy – zmienili krajobraz kulturowy miejscowości. Urbanizacja Zduńskiej Woli spowodowała również rozwój w mieście społeczności żydowskiej. Po 1918 w mieście były dwie szkoły hebrajskie, trzy spółdzielcze banki żydowskie i okazały dom kahalny. Z czasem miasto stało się też poważnym ośrodkiem polskiego chasydyzmu, związanego z rodziną cadyków z Góry Kalwarii, tzw. „gerowie” (od żydowskiej nazwy tej miejscowości – Ger). W 1939 na 25 tys. mieszkańców 10 tys. było Żydami.
W 1930 na obszarze ówczesnej wsi Karsznice powstała osada kolejarska dla obsługi nowej linii towarowej ze Śląska do Gdyni. Osada szybko stała się jednym z największych węzłów towarowych w kraju. Od stycznia 1973 jej część włączono do Zduńskiej Woli jako osiedle Karsznice.
Wiosną 1940 Niemcy utworzyli w Zduńskiej Woli getto dla ludności żydowskiej. W grudniu 1940 mieszkało tam 8300 osób (w tym ok. 1000 Żydów z Sieradza i 160 z Majaczewic). W sierpniu 1942 getto zostało zlikwidowane. Większość osób wywieziono do obozu zagłady w Chełmnie nad Nerem, wykwalifikowanych rzemieślników do getta łódzkiego, a 150 zastrzelono na miejscu, na tutejszym cmentarzu żydowskim. W ten sposób społeczność żydowska w mieście praktycznie przestała istnieć.
Na podstawie dekretu PKWN z 31 sierpnia 1944 zostały utworzone miejsca odosobnienia, więzienia i ośrodki pracy przymusowej dla „hitlerowskich zbrodniarzy oraz zdrajców narodu polskiego”. Obóz pracy nr 200 Ministerstwo Bezpieczeństwa Publicznego utworzyło w Zduńskiej Woli.
Po II wojnie światowej w mieście znacznie rozwinął się przemysł, powstały wówczas m.in. Zakłady Przemysłu Bawełnianego „Zwoltex”, Zakłady Przemysłu Wełnianego „Wolana”, Zakłady Przemysłu Wełnianego „Wola”, Fabryka Krosien Bawełnianych „Polmatex-Wolma”, Fabryka Domów „Fadom” i inne.

## Wspólnoty wyznaniowe

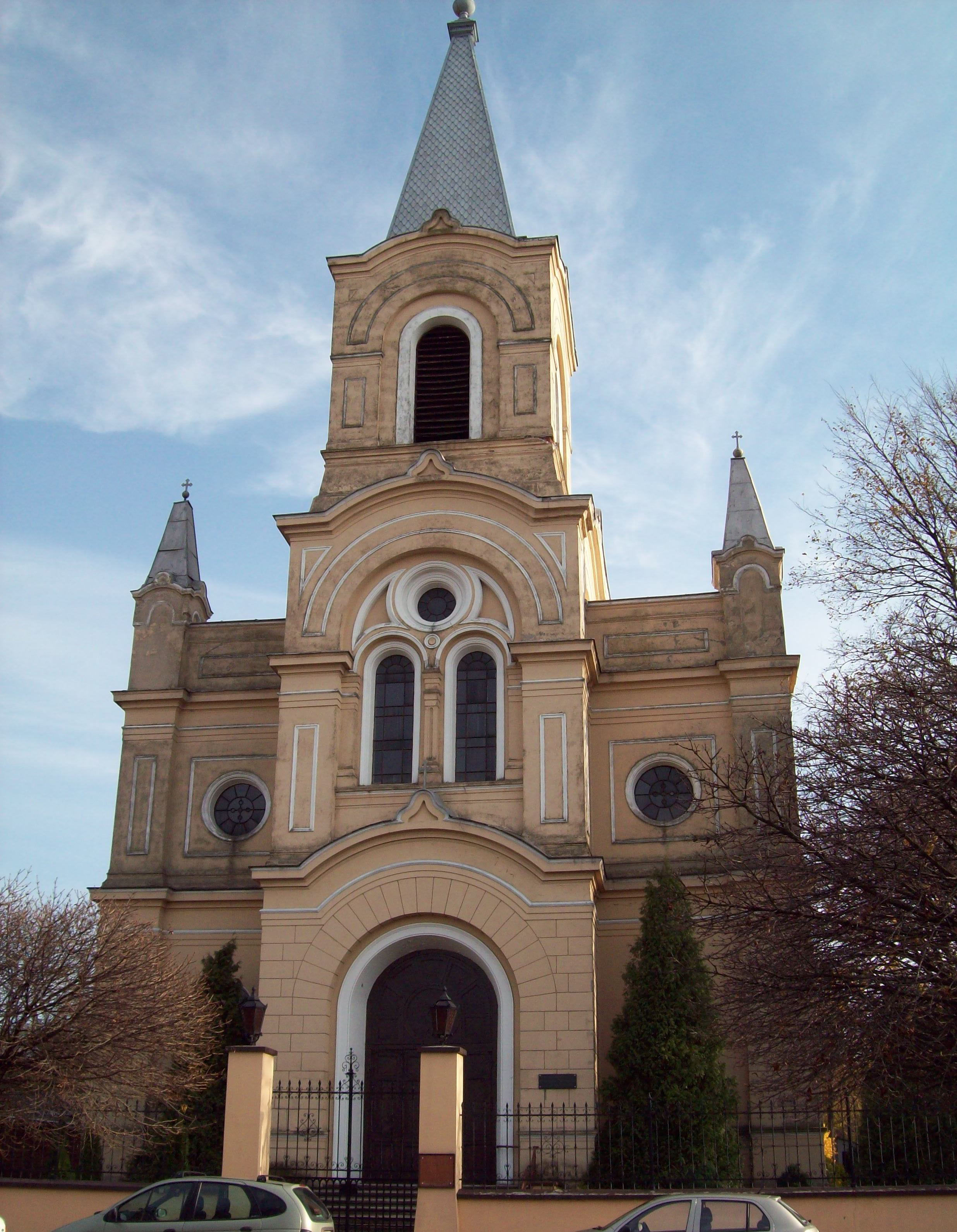
Kościół ewangelicko-augsburski

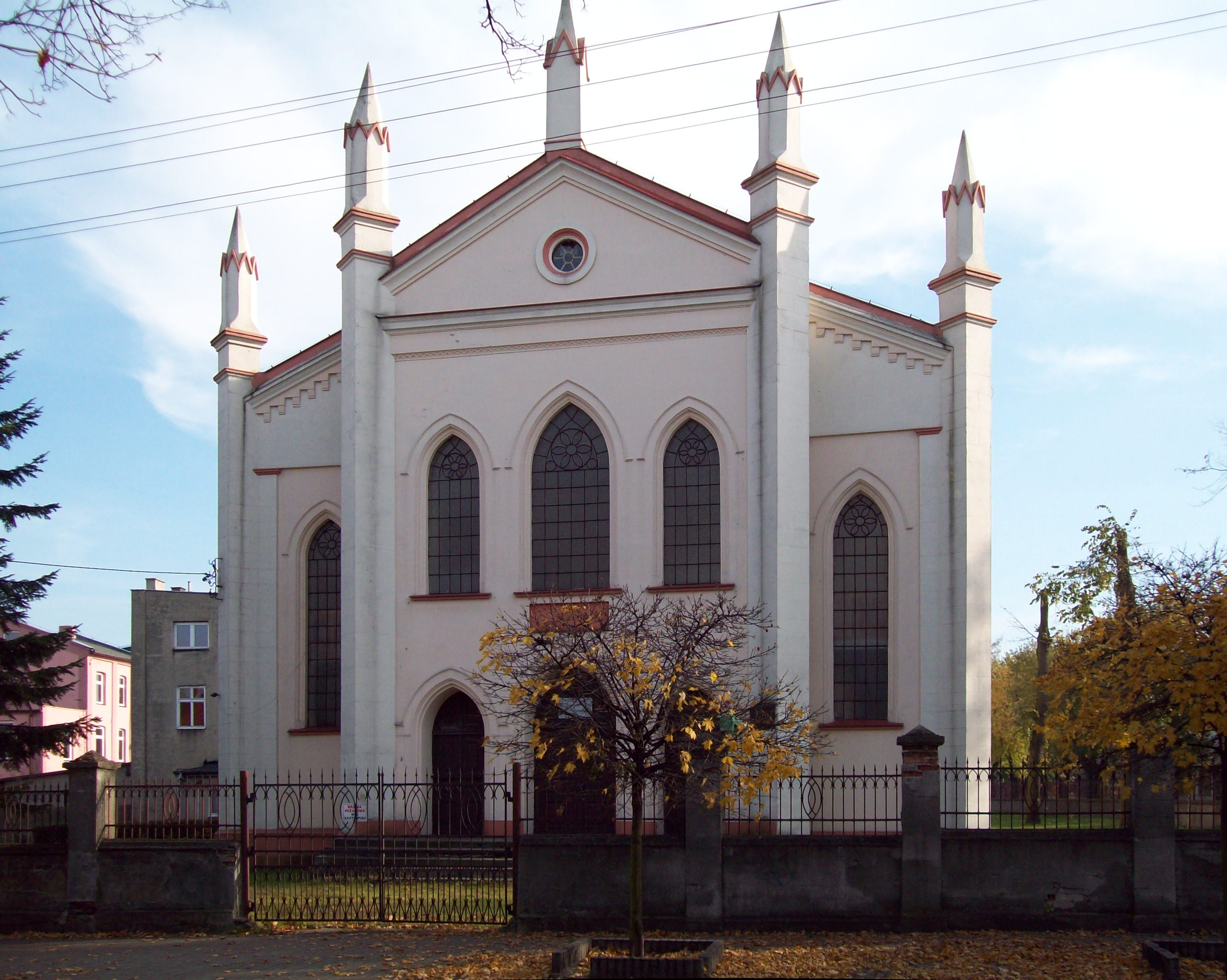
Kościół Chrześcijan Baptystów

Na terenie miasta działalność religijną prowadzą następujące Kościoły i związki wyznaniowe:
- Centrum Chrześcijańskie Kanaan:
  - Kościół Lokalny „Jezus jest Drogą” w Zduńskiej Woli[19]
- Kościół Adwentystów Dnia Siódmego:
  - Zbór w Zduńskiej Woli[20]
- Kościół Chrześcijan Baptystów:
  - Zbór w Zduńskiej Woli[21]
- Kościół Chrześcijan Dnia Sobotniego:
  - zbór w Zduńskiej Woli[22]
- Kościół Chrześcijański „Słowo Wiary”:
  - Misja Kościoła Chrześcijańskiego „Słowo Wiary” w Zduńskiej Woli[23]
- Kościół Ewangelicko-Augsburski:
  - parafia w Zduńskiej Woli – (kościół ewangelicko-augsburski)[24]
- Kościół rzymskokatolicki[25]:
  - parafia św. Maksymiliana M. Kolbego
  - parafia Najświętszego Serca Pana Jezusa
  - parafia Wniebowzięcia NMP – Sanktuarium Świętego Maksymiliana (Bazylika Mniejsza)
  - parafia św. Antoniego
  - parafia św. Pawła Apostoła
- Świadkowie Jehowy:
  - zbór Zduńska Wola-Wschód[26]
  - zbór Zduńska Wola-Zachód (Sala Królestwa ul. Żytnia 6)[26]

## Gospodarka
Zduńska Wola była największym miastem dawnego województwa sieradzkiego. Tu rozwija się prężnie przemysł odzieżowy i włókienniczy.
Istnieje tutaj kilka znanych nie tylko w kraju, ważnych dla regionu firm:

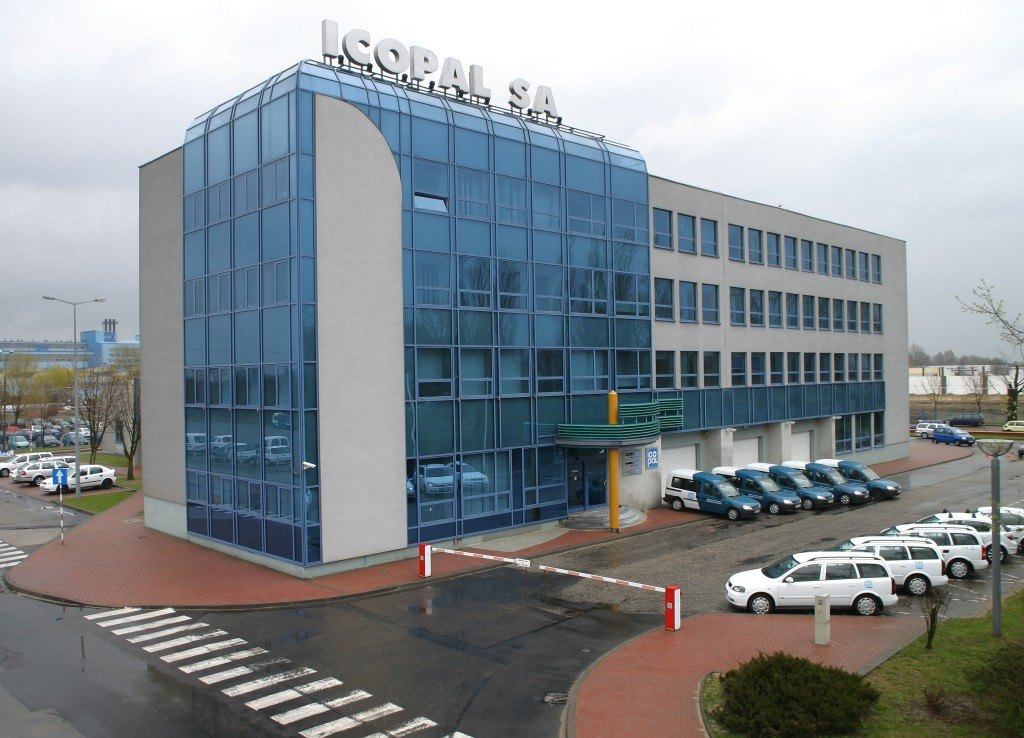
Icopal Sp. z o.o.

- Zakłady Przemysłu Dziewiarskiego „Wola”
- Icopal Sp. z o.o. – producent materiałów budowlanych (dawna Izolacja SA)
- Ferax – producent rajstop Gatta
- Mabudo – producent domów energooszczędnych, wytwórnia betonu, zakład prefabrykacji (na terenie byłego FaDom)
- Browar Staropolski
- Fortuna (dawniej Agros Nova, Sonda, Garden)
- Izodom 2000 Polska – producent materiałów budowlanych do budowy domów pasywnych oraz energooszczędnych
- Aves
- Automark
- Taro sp.j
- Budvar Centrum S.A.
- Borg Automotive Sp. z o.o.
- Elektrociepłownia Zduńska Wola Sp. z.o.o
- Norautron S.A.[27]

W dzielnicy Karsznice znajduje się węzeł kolejowy, dawniej jeden z najważniejszych w kraju z ekspozycją zabytkowego taboru kolejowego.

## Transport

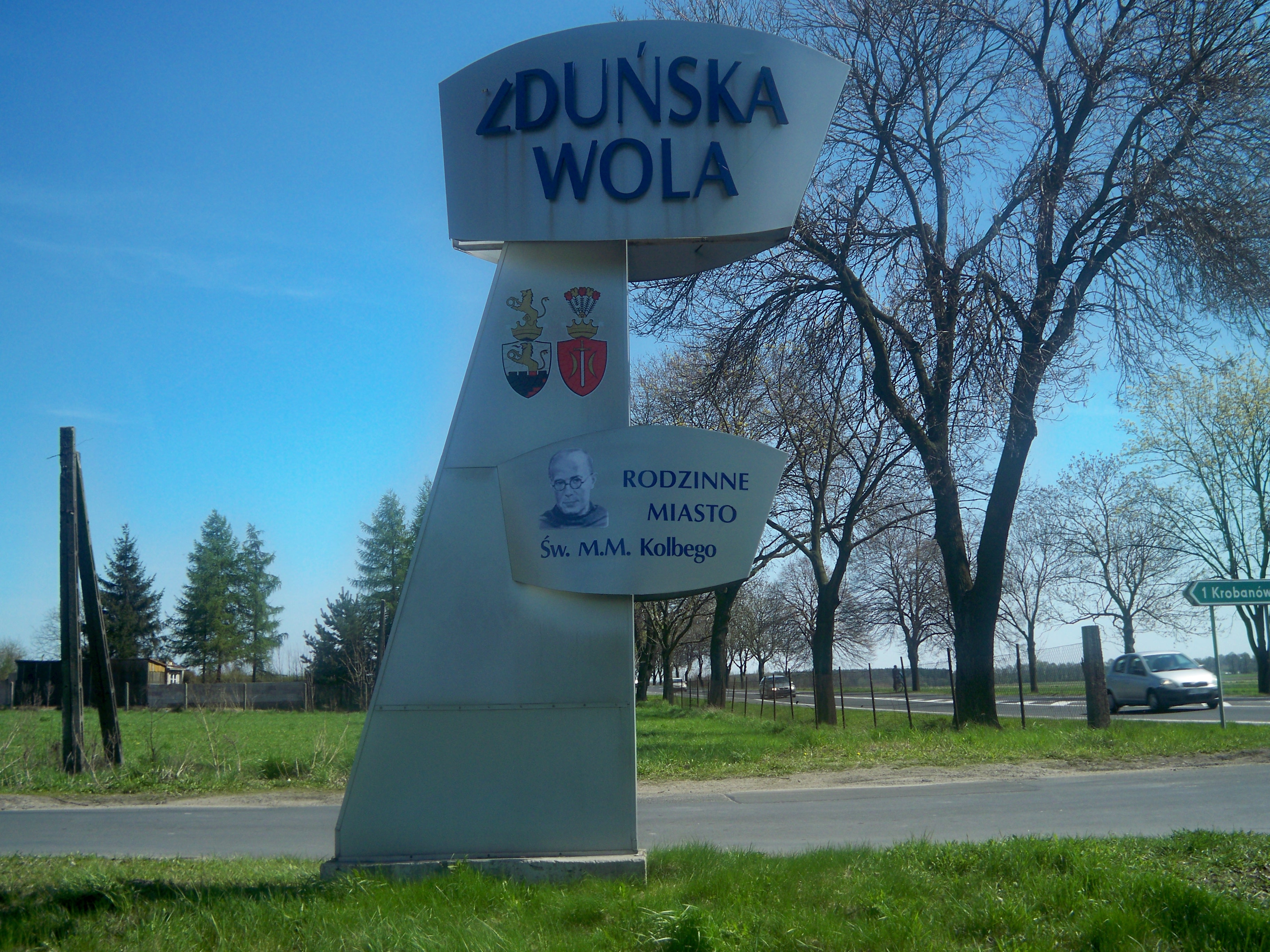
Witacz na drodze do Zduńskiej Woli

### Transport drogowy
- S8 Białystok – Warszawa – Zduńska Wola – Wrocław – Kłodzko – Kudowa-Zdrój (granica państwa )
- 12 Łęknica (granica państwa ) – Leszno – Jarocin – Kalisz – Zduńska Wola – Radom – Dorohusk (granica państwa )
- 482 Łódź – Pabianice – Dobroń – Zduńska Wola – Sieradz – Złoczew – Wieruszów

### Transport kolejowy
W Zduńskiej Woli krzyżują się dwa ważne szlaki kolejowe:
- 14 Łódź – Łask – Zduńska Wola – Kalisz – Leszno – Żagań – (granica państwa )
- 131 tzw. magistrala węglowa: Śląsk – Herby Nowe – Zduńska Wola – Inowrocław – Bydgoszcz – Tczew

W mieście znajdują się 3 stacje kolejowe:
- Zduńska Wola
- Zduńska Wola Karsznice
- Zduńska Wola Południowa

29 czerwca 2010 w Urzędzie Marszałkowskim w Łodzi podpisane zostało porozumienie z marszałkiem województwa łódzkiego Włodzimierzem Fisiakiem, wicemarszałkiem Witoldem Stępieniem oraz prezydentami i burmistrzami 10 innych miast dotyczące podjęcia współpracy dla uruchomienia Łódzkiej Kolei Aglomeracyjnej, która swoim zasięgiem obejmuje również Zduńską Wolę. Pociągi ŁKA na trasie Łódź Kaliska – Zduńska Wola – Sieradz kursują od 2014, zaś w 2015 ŁKA obsługiwała kursy ze stacji Zduńska Wola do Karsznic.
Po kilkunastu latach na linię kolejową przebiegającą przez stacje Zduńska Wola Karsznice i Zduńska Wola Południowa wróciły regularne połączenia. Pociągi znowu kursują na trasie z Łodzi przez Zduńską Wolę i Chorzew Siemkowice do Częstochowy. Na inaugurację połączenia 15 grudnia 2024 roku przejechał specjalny pociąg Łódzkiej Kolei Aglomeracyjnej. Połączenie Łódzkiej Kolei Aglomeracyjnej powstało dzięki porozumieniu między województwem łódzkim i województwem śląskim. Regularne kursy wznowiono na trasie Łódź Fabryczna – Zduńska Wola – Chorzew Siemkowice – Częstochowa. Od 15 grudnia 2024 roku codziennie kursują dwie pary pociągów ŁKA. Dodatkowo spółka Polregio uruchomiła 5 par pociągów do Częstochowy ze stacji Chorzew Siemkowice.

## Architektura

### Zabytki

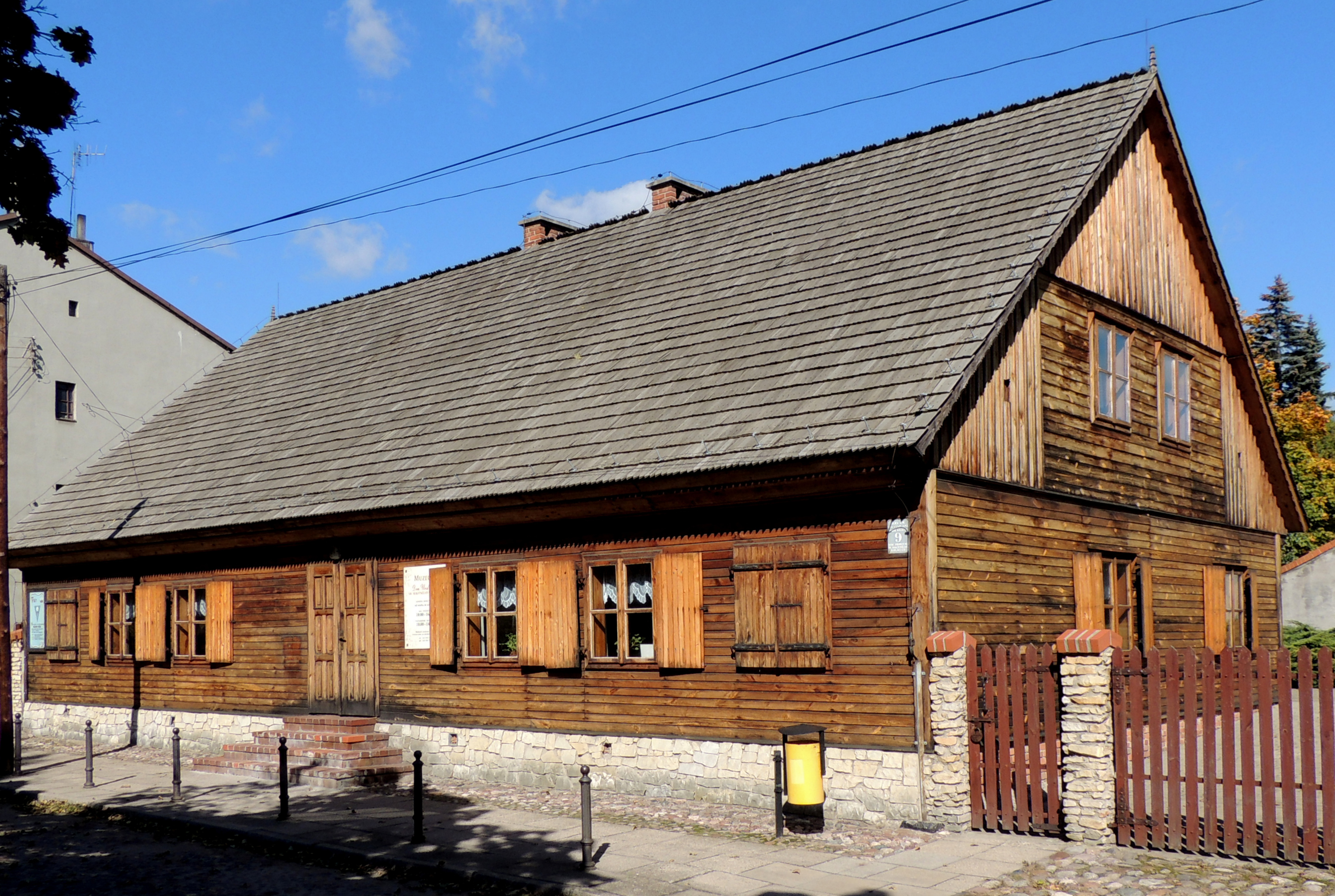
Dom urodzin Maksymiliana Kolbego

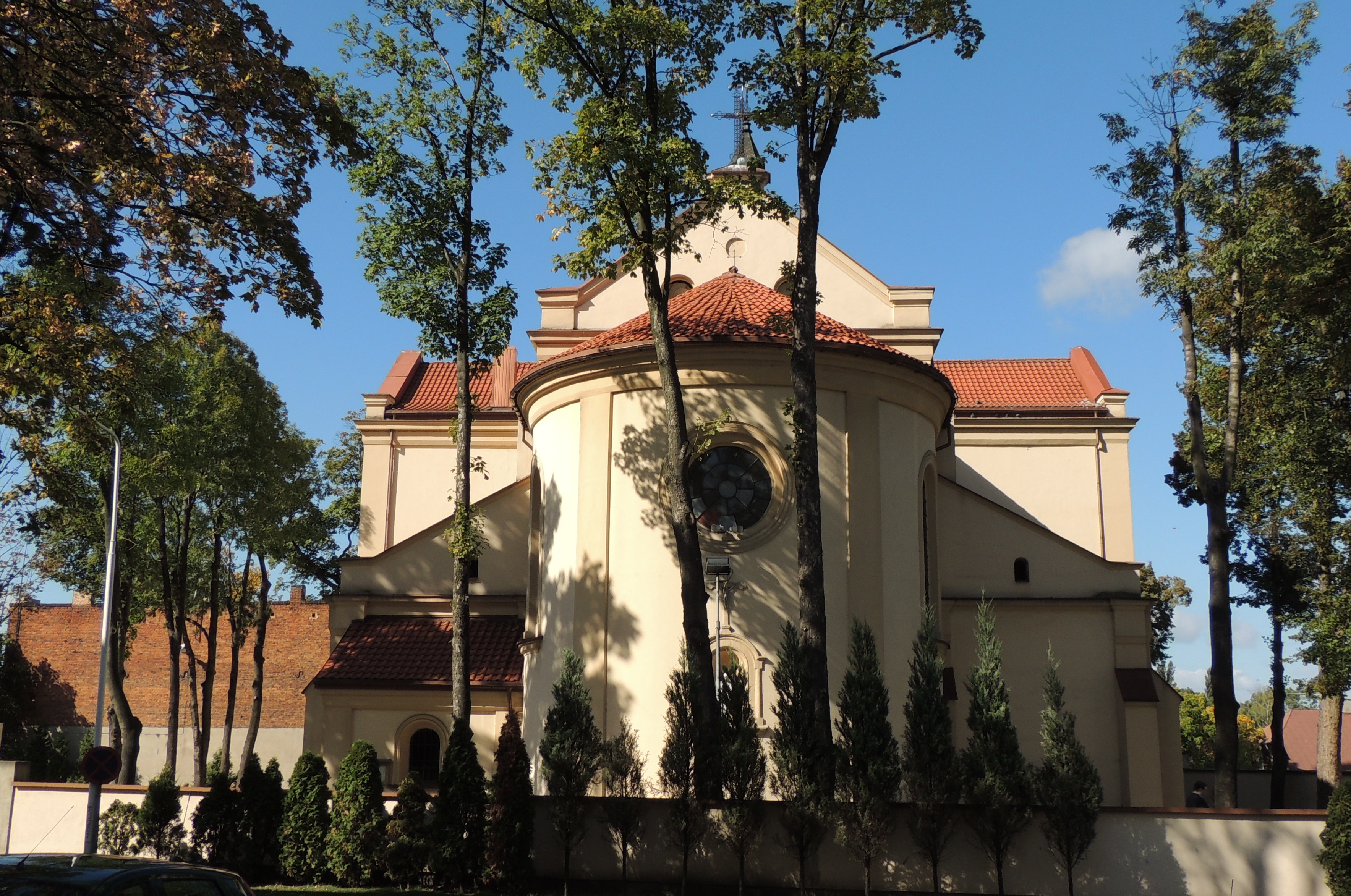
Bazylika Wniebowzięcia NMP (widok z tyłu)

- Sanktuarium św. Maksymiliana Marii Kolbego przy ul. Kościelnej 20[29];
- Dworek Złotnickich, obecnie Urząd Miasta;
- domy tkackie;
- kościół baptystyczny;
- kaplica braci morawskich.

Według rejestru zabytków Narodowego Instytutu Dziedzictwa na listę zabytków wpisane są obiekty:
- kościół parafialny pw. Wniebowzięcia Najśw. Maryi Panny (Sanktuarium św. Maksymiliana Marii Kolbego), ul. Kościelna 20, 1891, nr rej. 382/A z 23.08.1991;
- kościół ewangelicko-augsburski, 1926, nr rej. 295 z 17.05.1976;
- dawna plebania ewangelicko-augsburska, 1895, nr rej. 384/89 z 17.10.1989;
- cmentarz żydowski (w tym ogrodzenie z bramami), ul. Kacza 18, 1828, nr rej. A/101 z 27.12.2010;
- dom św. Maksymiliana Kolbego (dom tkacki), ul. św. M. Kolbego 9, drewniany, XIX w., nr rej. 388/A z 2.05.1991;
- dom, ul. Kościelna 13, 1825, nr rej. 301 z 30.12.1967 oraz 960-XIII-77;
- dom, ul. Kościuszki 9, 1 poł. XIX w., nr rej. 992 z 30.12.1967;
- dom, ul. Kościuszki 11, 1 poł. XIX w., nr rej. 993 z 30.12.1967
- budynek liceum sztuk plastycznych, ul. Sieradzka 29, pocz. XX w., nr rej. 318 z 22.02.1985;
- dom, ul. Złotnickiego 6, 1 poł. XIX w., nr rej. 995 z 30.12.1967.

### Cmentarze
- Cmentarz parafialny znajdujący się przy ul. Łaskiej;
- Cmentarz miejski znajdujący się przy ul. Bema;
- Cmentarz żydowski znajdujący się przy ul. Kaczej;
- Cmentarz Chrześcijan Baptystów w Zduńskiej Woli znajdujący się przy ul. Łaskiej.

### Pomniki i tablice

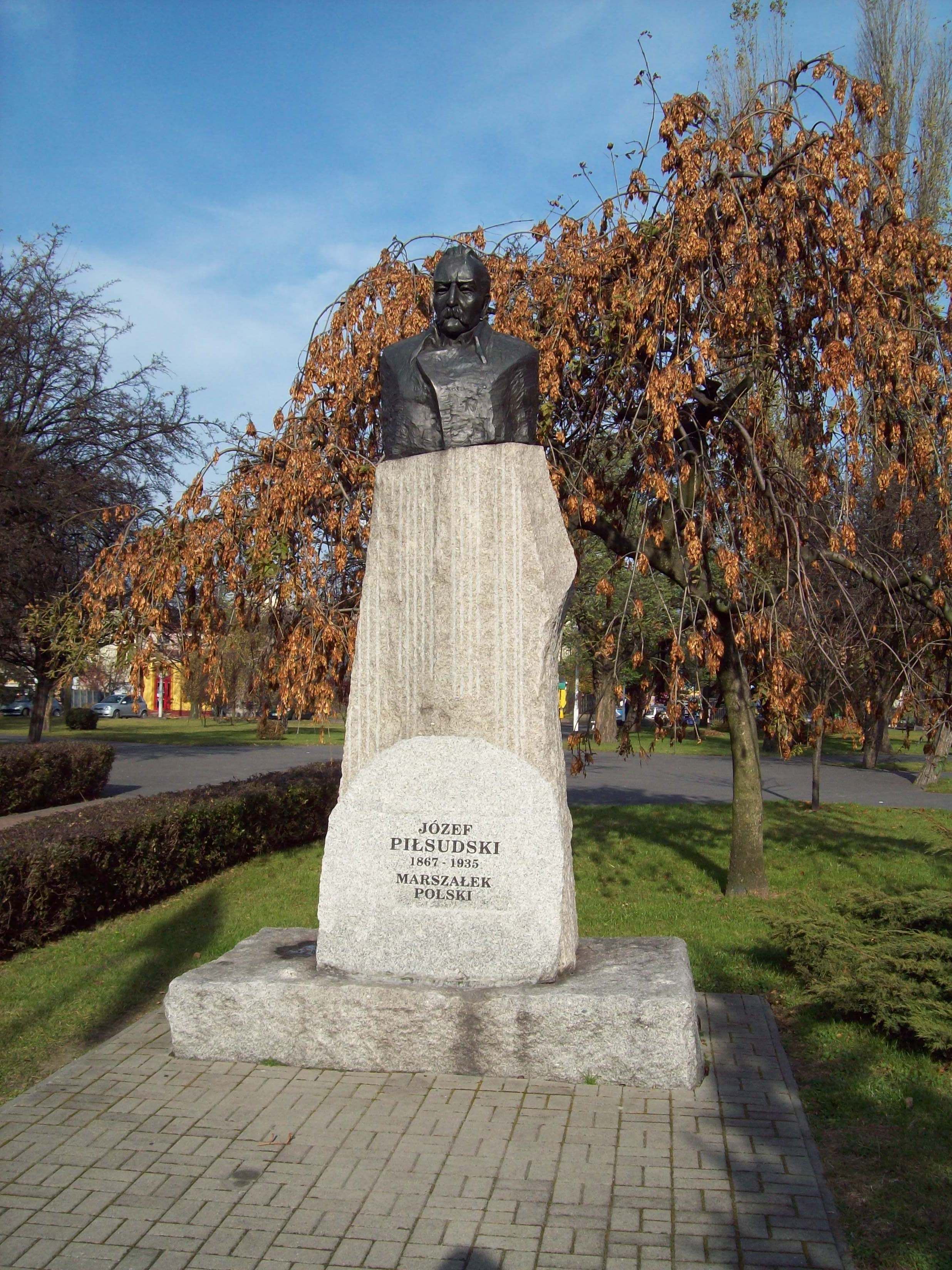
Pomnik Józefa Piłsudskiego na placu Wolności

W Zduńskiej Woli znajdują się liczne tablice pamiątkowe i pomniki:
- pomnik Józefa Piłsudskiego (pl. Wolności);
- tablica ku czci Stefana Prawdzic Złotnickiego, założyciela miasta (budynek urzędu miasta, ul. Złotnickiego);
- tablica upamiętniająca zduńskowolan zamordowanych przez hitlerowców (pl. Wolności);
- tablica upamiętniająca żydowską synagogę zniszczoną w czasie II wojny światowej (ul. Sieradzka);
- pomnik Jana Pawła II (al. Kościuszki);
- pomnik poległych w walce w obronie ojczyzny (Pasaż Rajczaka);
- Tablice z okazji 200. rocznicy urodzin Tadeusza Kościuszki (al. Kościuszki, ul. Parkowa);
- tablica pamiątkowa ku czci kpt. Władysława Jachowicza ps. „Konar” (ul. Dąbrowskiego 7);
- tablice pamiątkowe poświęcone powstańcom warszawskim (ul. Dąbrowskiego7);
- tablica upamiętniająca Ignacego Boernera (budynek Poczty Polskiej, ul. Kilińskiego);
- pomnik św. Maksymiliana Marii Kolbego, patrona Zduńskiej Woli (przy bazylice na ul. Kościelnej);
- pomnik Kazimierza Kałużewskiego, Juliusza Sylli i innych kolejarzy – członków ruchu oporu w Karsznicach, rozstrzelanych przez hitlerowców (pl. Zwycięstwa);
- tablica pamiątkowa poświęcona ks. Jerzemu Popiełuszce;
- tablica poświęcona pisarzowi Januszowi Teodorowi Dybowskiemu (ul. Złotnickiego);
- pomnik ku czci pomordowanych podczas likwidacji getta żydowskiego w Zduńskiej Woli (cmentarz żydowski, ul. Kacza);
- popiersie Mikołaja Kopernika przed Szkołą Podstawową nr 6 (ul. Złota);
- pomnik Żołnierzy Wyklętych Zrzeszenia „Wolność i Niezawisłość” (al. Kościuszki).
- ławeczka Stasia Klingera (pl. Wolności)

### Zieleń miejska

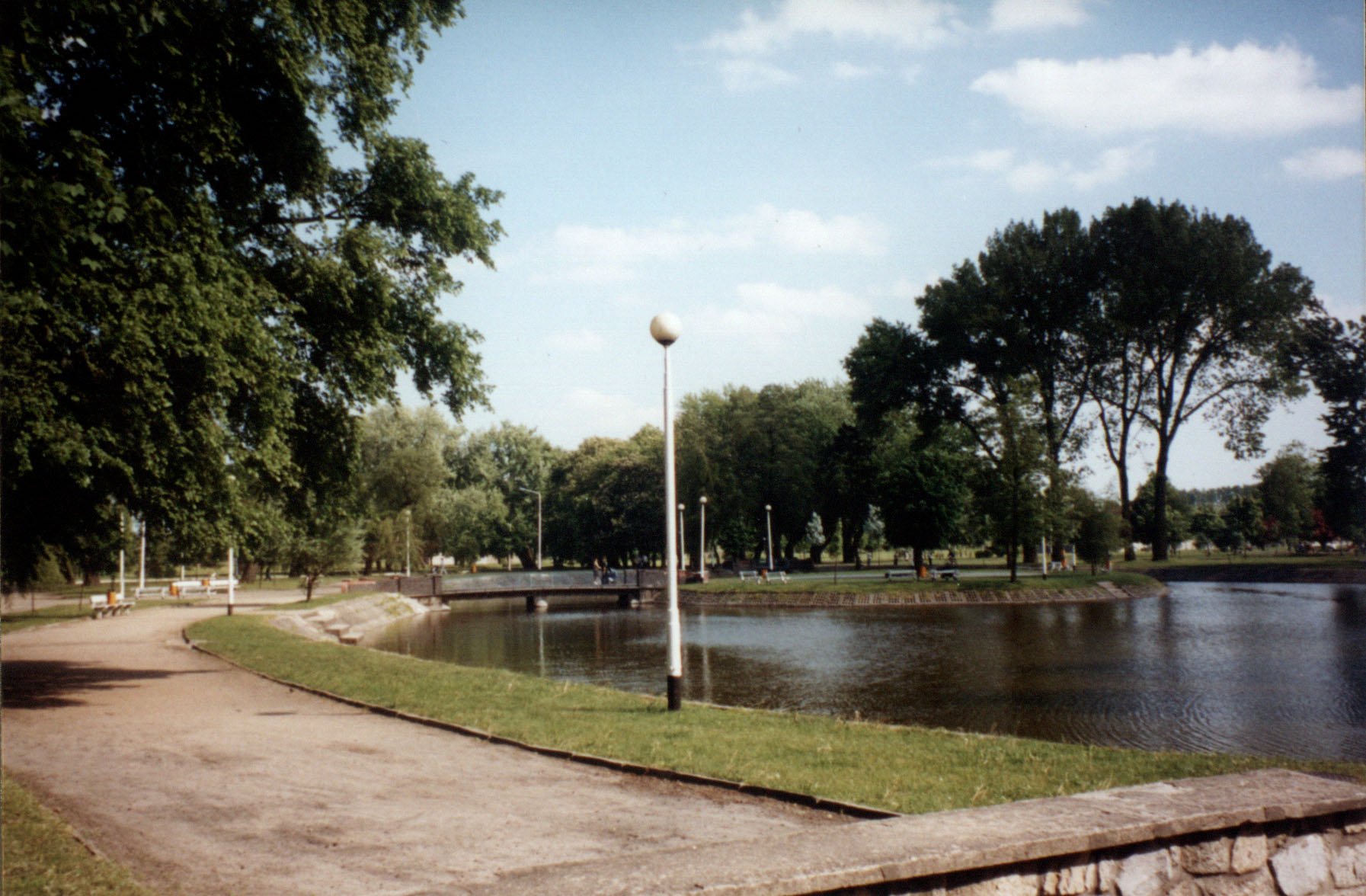
Park miejski przy Dworku Złotnickich

Tereny zielone Zduńskiej Woli zajmują obszar około 475 hektarów, co stanowi prawie 20% powierzchni miasta, w tym lasy, parki, skwery, pastwiska czy łąki itp.
Największym kompleksem leśnym w granicach miasta jest Las Paprocki (68 ha), położony przy południowej granicy miasta. Dominującymi gatunkami drzew są olcha, brzoza, jesion, świerk i sosna. Pozostałe, skromniejsze i mniej zwarte kompleksy leśne zajmują łącznie około 40 ha.
W centrum miasta, przy Dworku Złotnickich, znajduje się Park Miejski o przeważającym drzewostanie liściastym. Niektóre z drzew zostały uznane za pomniki przyrody, m.in. najstarsze drzewo w mieście – wiąz polny o obwodzie 590 cm, jeden z najokazalszych w kraju.
Ponadto po obszarze całego miasta porozrzucane jest 57 sztuk drzew objętych ochroną prawną, w tym szpaler klonów srebrzystych przy ul. Dolnej.

## Edukacja

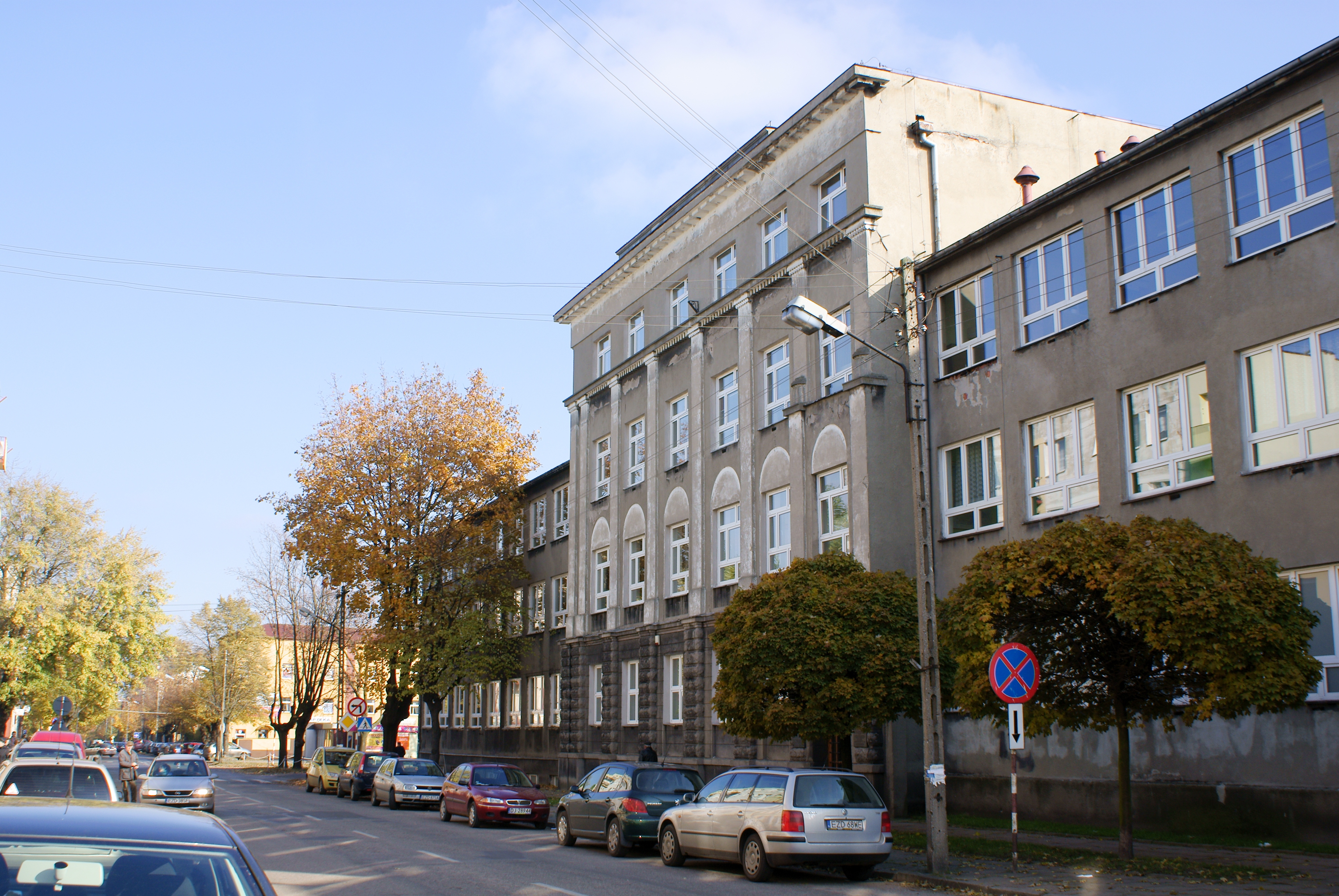
Budynek I Liceum Ogólnokształcącego im. Kazimierza Wielkiego

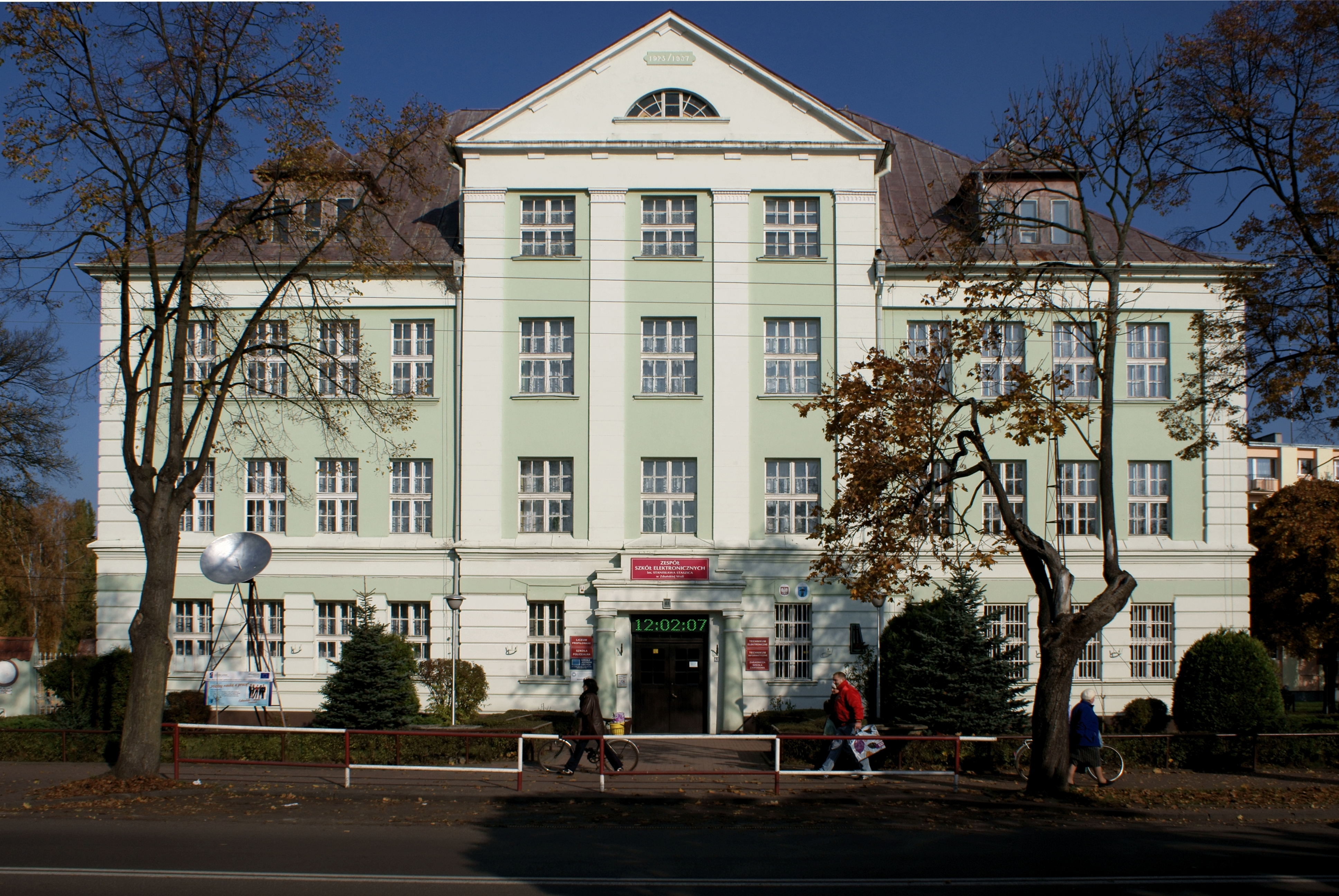
Zespół Szkół Elektronicznych im. Stanisława Staszica

### Lista placówek oświatowych
Przedszkola:
- Publiczne Przedszkole nr 2
- Publiczne Przedszkole nr 3
- Publiczne Przedszkole nr 4
- Publiczne Przedszkole nr 5
- Publiczne Przedszkole nr 6
- Publiczne Przedszkole nr 7
- Publiczne Przedszkole nr 9
- Publiczne Przedszkole nr 10
- Publiczne Przedszkole nr 11

Szkoły podstawowe:
- Szkoła Podstawowa nr 2
- Szkoła Podstawowa nr 4 im. Tadeusza Kościuszki
- Szkoła Podstawowa nr 5 im. Św. Alojzego Orione
- Szkoła Podstawowa nr 6 im. Mikołaja Kopernika
- Szkoła Podstawowa nr 7 im. Władysława Broniewskiego
- Szkoła Podstawowa nr 9 z Oddziałami Integracyjnymi im. Jana Pawła II
- Szkoła Podstawowa nr 10 im. Marii Skłodowskiej-Curie
- Szkoła Podstawowa nr 11 im. Stefana Żeromskiego
- Szkoła podstawowa nr 12
- Szkoła Podstawowa nr 13 im. Kolejarzy Polskich
- Szkoła Podstawowa Specjalna nr 14

Szkoły średnie:
- I Liceum Ogólnokształcące im. Kazimierza Wielkiego
- II Liceum Ogólnokształcące im. Jana Pawła II
- Zespół Szkół Elektronicznych im. Stanisława Staszica
- Zespół Szkół Zawodowych nr 1 im. Obrońców Westerplatte
- Zespół Szkół im. Kazimierza Kałużewskiego i Juliusza Sylli
- Zespół Szkół Zakładu Doskonalenia Zawodowego
- Zasadnicza Szkoła Zawodowa nr 5 (w ramach Zespołu Szkół Specjalnych im. Marii Grzegorzewskiej)

Szkoły artystyczne:
- Państwowa Szkoła Muzyczna I i II stopnia
- Liceum Plastyczne im. Katarzyny Kobro

Szkoły policealne i wyższe:
- Wyższe Seminarium Duchowne Księży Orionistów
- Nauczycielskie Kolegium Języków Obcych
- Społeczna Wyższa Szkoła Przedsiębiorczości i Zarządzania
- Punkt Zamiejscowy Politechniki Łódzkiej w Zduńskiej Woli
- Policealne Studium Ekonomiczno-Administracyjno-Prawne
- Policealne Studium Zawodowe – CKU w Sieradzu

## Kultura

### Życie kulturalne miasta
W Zduńskiej Woli działa Miejska Biblioteka Publiczna im. Jerzego Szaniawskiego, powstała w 1946. Oprócz popularyzacji czytelnictwa, prowadzi również inne formy działalności, takie jak: wystawy, pogadanki, lekcje biblioteczne, kiermasze, spotkania autorskie, wieczory bajek czy wieczory literackie. Od 4 kwietnia 2000 pełni funkcję biblioteki powiatowej. Wraz z przyjęciem tej roli, do placówek podległych MBP dołączono biblioteki miejskie i gminne z okolicznych miejscowości. Obecnie sieć ta liczy 15 bibliotek.

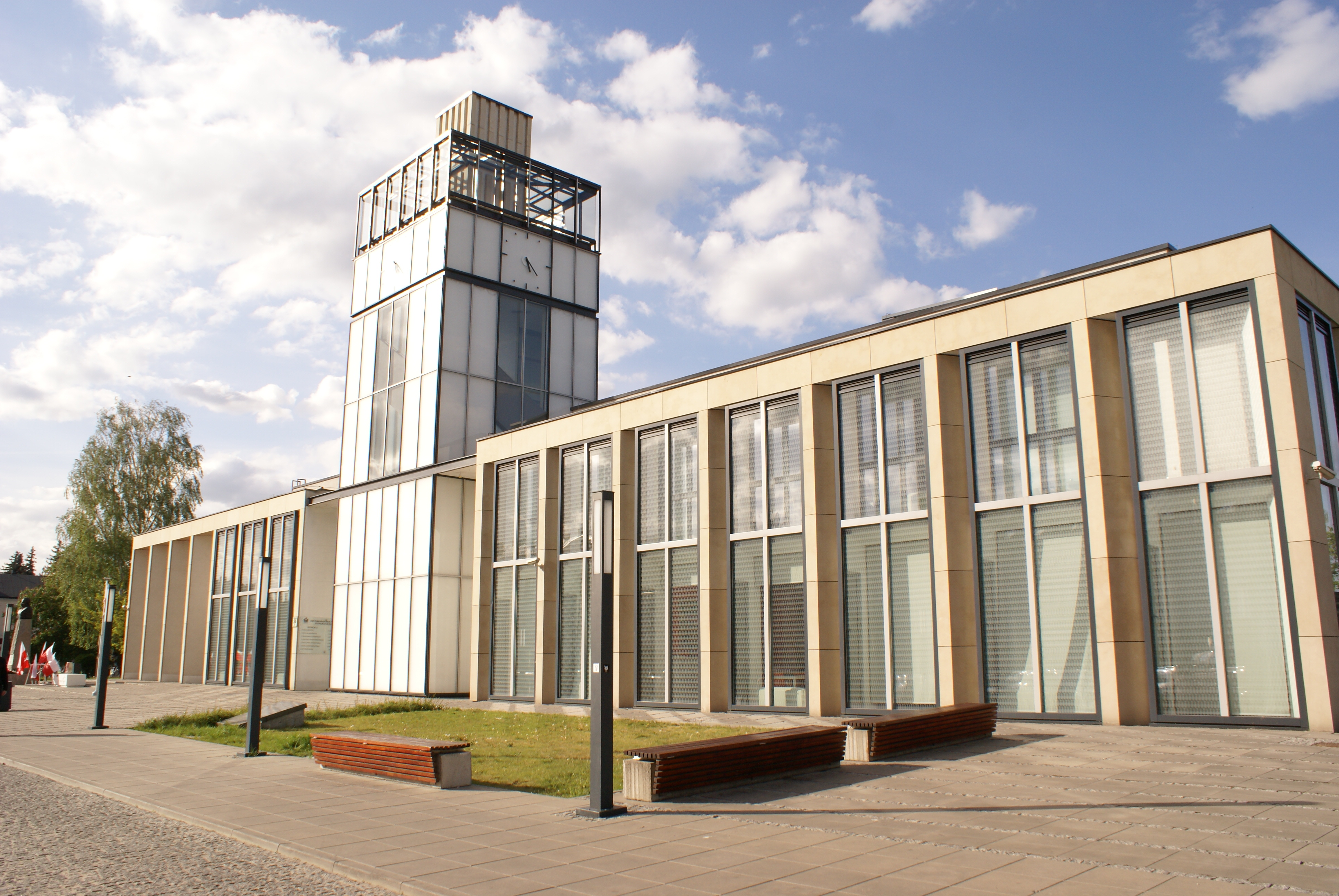
Miejski Dom Kultury Zduńskowolskie Centrum Integracji RATUSZ. Budynek z 2014 powstały w miejscu dawnego ratusza miejskiego.

W tym samym budynku co MBP, swoją działalność kulturalną prowadzi Miejski Dom Kultury, powołany do życia Uchwałą Nr 32/160/61 Prezydium Miejskiej Rady Narodowej w Zduńskiej Woli z dniem 1 września 1961 Prowadzi zajęcia dla dzieci i młodzieży w grupach tanecznych, muzycznych, wokalnych, teatralnych, plastycznych i literackich. W czerwcu 2008 MDK uruchomił swoją filię na osiedlu Karsznice.
Ponadto na terenie Zduńskiej Woli działają:
- Powiatowe Centrum Kultury Sportu i Rekreacji, w skład którego wchodzi Powiatowy Młodzieżowy Dom Kultury „Na Pięterku”, Powiatowy Międzyszkolny Ośrodek Sportowy i Szkolne Schronisko Młodzieżowe
- Dom Kultury „Lokator”
- Biblioteka Pedagogiczna w Sieradzu, Filia w Zduńskiej Woli
- Towarzystwo Przyjaciół Zduńskiej Woli
- Stowarzyszenie „Złoty Krzyż”, działające na polu rekonstrukcji historycznych
- Zespół Pieśni i Tańca „Zduńskowolanie”, wykonujący pieśni i tańce ludowe.

W drugiej połowie XX w. funkcjonowały w mieście kina „Hel” i „Tkacz”. Pierwsze zamknięto w latach 80., drugie – po tymczasowej przerwie w działalności, a następnie przemianowaniu na „Hollywood” – zakończyło swoją aktywność na początku XXI wieku.

### Muzea

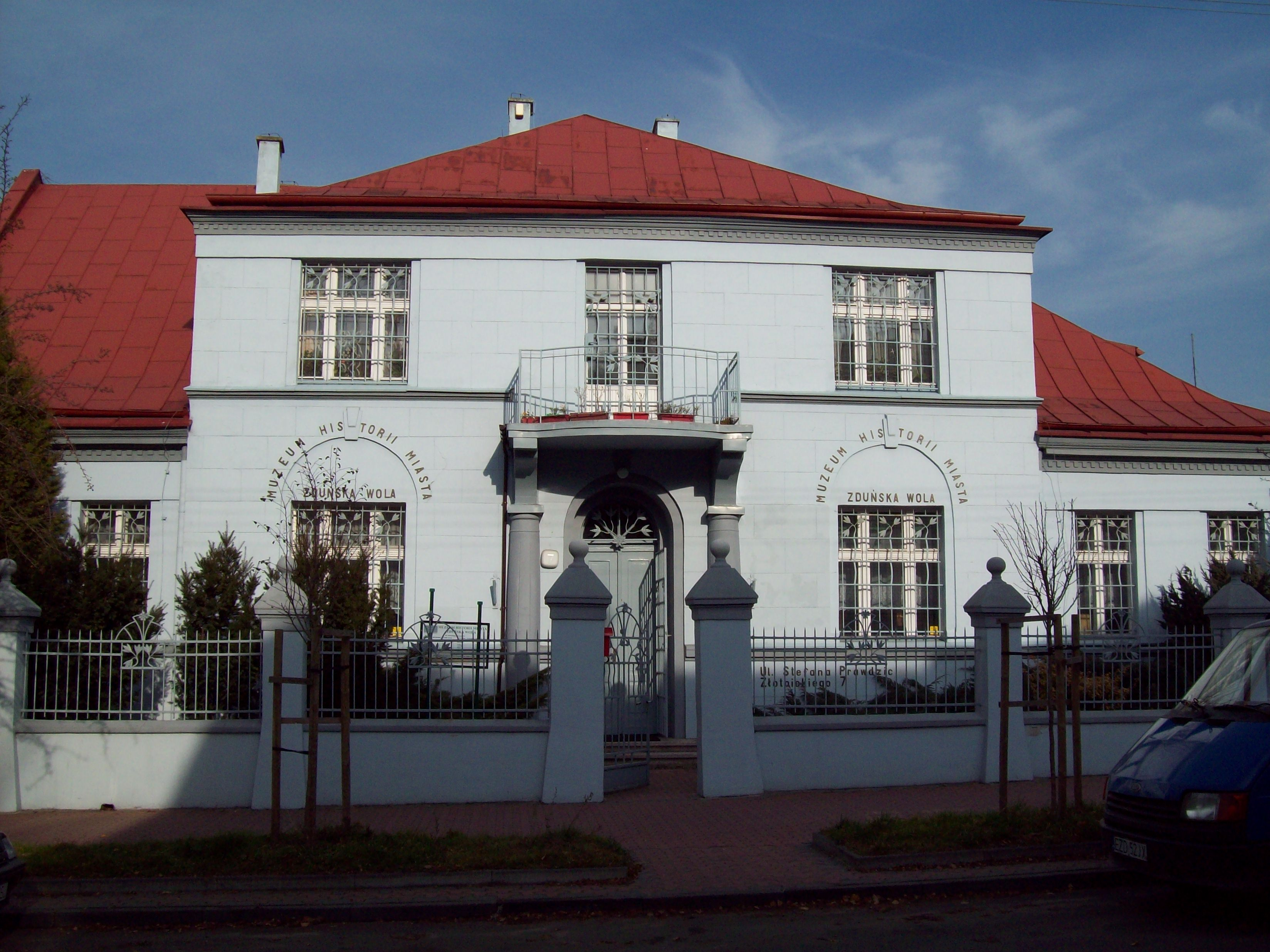
Muzeum Historii Miasta Zduńska Wola

- Muzeum – Dom Urodzenia św. Maksymiliana Kolbe[35];
- Muzeum Dziejów Zgromadzenia Księży Orionistów w Polsce;
- Muzeum Historii Miasta Zduńska Wola;
- Skansen Lokomotyw i Urządzeń Technicznych.

### Lokalne media
W Zduńskiej Woli wydawane jest kilka gazet o zasięgu regionalnym, m.in.: Dziennik Łódzki (bez redakcji stacjonarnej od 2023 roku), bezpłatny tygodnik Extra. Ponadto działa sieradzka rozgłośnia regionalna Nasze Radio 104,7 fm, Nasze Radio 92,1 fm nostalgicznie, zduńskowolska telewizja kablowa ZW Media oraz internetowa Telewizja Centrum. Oprócz tego funkcjonują portale internetowe lokalnych gazet oraz portale samodzielne: mojazdunskawola.pl oraz www.zdunskawola24.pl.

## Sport i rekreacja
Na terenie miasta funkcjonuje kilka klubów i stowarzyszeń, które kształcą kulturę fizyczną dzieci, młodzieży i dorosłych.
- Gatta Zduńska Wola – futsal
- ZTC Zduńska Wola – kolarstwo
- Ślizg Zduńska Wola – klub motorowodny
- Pogoń Zduńska Wola (dawniej Pogoń Ekolog Zduńska Wola) – piłka nożna
- ZKS GATTA Zduńska Wola (dawniej Mabudo Ferax Suchoczasy) – piłka nożna
- MKPS Lokator Zduńska Wola – piłka siatkowa dziewcząt
- MKS Zduńska Wola (dawniej MKS PMOS Zduńska Wola) – piłka nożna, piłka siatkowa chłopców, lekkoatletyka. Wychowankami klubu są Michał Stasiak, Adrian Budka, Łukasz Masłowski.
- MUKS „Park” Zduńska Wola – lekkoatletyka
- KS Resursa Zduńska Wola – lekkoatletyka
- MMLUKS „Sprint” Zduńska Wola – lekkoatletyka
- Rugby Klub Zduńska Wola – rugby siedmioosobowe
- Stowarzyszenie Karate Tradycyjnego w Zduńskiej Woli
- Szkolny Klub Strzelectwa Sportowego LOK „Sokół” Zduńska Wola
- Sekcja Strzelecka Domu Kultury „Lokator” Zduńska Wola – zlikwidowana w 2011 z powodu oszczędności Spółdzielni Mieszkaniowej Lokator
- Klub Sportowy „Gimnazjon” Break Dance i Akrobatyka sportowa

Infrastrukturą sportową zarządza wraz z klubami MOSiR „Relaks” – Miejski Ośrodek Sportu „Relaks”.
Na terenie miasta odbywają się również amatorskie rozgrywki, które są istotnym elementem w popularyzacji sportu:
- ALS – Amatorska Liga Siatkówki w Zduńskiej Woli
- ZALK – Zduńskowolska Amatorska Liga Koszykówki
- MHL PN – Miejska Halowa Liga Piłki Nożnej

## Współpraca międzynarodowa
Miasta i gminy partnerskie:
- Zarasai, Litwa
- Pietrasanta, Włochy
- Valmiera, Łotwa
- Lőrinci, Węgry
- Maribor, Słowenia
- Edelény, Węgry